# Sadocus bicornis
Sadocus bicornis is een hooiwagen uit de familie Gonyleptidae.